# Ørumgård
Ørumgård er en gammel sædegård som nævnes første gang i 1458. Gården ligger lige syd for Ørum By i Ørum Sogn i Bjerre Herred i Hedensted Kommune. Hovedbygningen er opført i 1855 og ombygget i 1868-1870. Ørumgaard Gods er på 342 hektar

## Ejere af Ørumgaard
- [1458-1470) Ove Skale
- (1470) Anne Ovesdatter Skale gift Terkelsen
- (1470-1506) Peder Terkelsen
- (1506-1536) Svend Pedersen Terkelsen
- (1536-1565) Peder Svendsen Terkelsen
- (1565) Kirsten Svendsdatter Terkelsen gift Harbou
- (1565-1589) Mogens Mogensen Harbou
- (1589-1635) Jens Mogensen Harbou
- (1635-1648) Birte Knudsdatter Bille gift Harbou
- (1648-1655) Henrik Knudsen Bille
- (1655-1684) Knud Henriksen Bille
- (1684-1713) Mette Gyldenstierne gift Bille
- (1713-1732) Axel Knudsen Bille
- (1732-1739) Frederik Trolle
- (1739-1769) Poul Marcussen
- (1769-1779) Peder Marcussen
- (1779-1780) Peder Marcussens dødsbo
- (1780-1792) Tobias Jantzen
- (1792-1820) Mikkel Kjær
- (1820-1828) Christian Jens lensgreve Rantzau
- (1828-1839) Enke Fru Beate Antoinette Rantzau
- (1839-1851) O. P. Rønberg
- (1851-1899) Johan Christian Frederik Eckardt
- (1899-1908) Enke Fru Jensine Caroline Eckardt
- (1908-1942) Henrik Georg baron Wedel-Wedellsborg
- (1942-1961) Holger Jørgen Gottlob Frederik baron Rosenkrantz
- (1961-1977) Knud Højgaard (søn)
- (1977-1993) Erik Højgaard (far)
- (1993-2004) Hans Højgaard (Knuds bror)
- (2004-) Steen Erik Højgaard (hans søn)